# Éditions Charrette
 (novembre 2018).
Pour les articles homonymes, voir Charrette (homonymie).
Les éditions Charrette sont une maison d'édition de bande dessinée fondé en 1996. Les Éditions Charrette sont sous statut Association loi de 1901 et leur siège social est situé à Libourne.

## Historique
Les éditions Charrette ont été créées en 1996 par Loïc Dauvillier. Ce dernier est à la fois auteur de bandes dessinées et éditeur. Il décrit les éditions Charrette comme un "espace de liberté" pour les auteurs. 

## Publications
Collection 12 x 16
- Tanxxx, de Tanxxx
- Tanxxx #2, de Tanxxx
- Coffret Tanxxx, de Tanxxx. Il réunit les volumes 1 & 2 + ex-libris épuisé
- Rica, de Rica
- Les Frères Guedin, des Frères Guedin (2 tirages)
- Les frères Guedin#2, des Frères Guedin
- Coffret Les Frères Guedin, des Frères Guedin. Il réunit les volumes 1 & 2 + ex-libris
- Lolmède, de Lolmède
- Riff Reb's, de Riff Reb's
- Spig, de Spig
- Aseyn, de Aseyn
- Tribute to popeye, de collectif

Adrien Demont, AK, Arnaud Floc'h, Aseyn, Bengrrr, Bouzard, Cati Baur, Cécil,
Chimu, Clotka, Craoman, Dav Guedin, David Bolvin, David François, Deborah Pinto, Edith, Erwann Surcouf, Florence Dupré la tour, Florent Calvez, François Duprat, François Ravard, Fred Salsedo, Gilles Rochier, Gnot Guedin, Guillaume Long, James, Jean-Baptiste Andréae, Jean-Jacques Rouger, Julien Mariolle, Kokor, Laureline Mattiussi, Laurene, Laurent Houssin, Li-An, Lolmède, Lucrèce, Mademoiselle Aligato, Marc Lizano, Mathis, Matthieu Maudet, Mickaël Roux, Minikim, Morrow, Murielle Donnette, Nancy Pena, Niko Henrichon, Obion, Olivier Deloye, Olivier Frasier, Oscar Climsby, Pascal Barret, Raphaël B, Rascal, Rica, Riff Reb’s, Robin, Sandrine Revel, Sebastien Mourrain, Sébastien Vassant, Spig, Tangui Jossic, Tanxxx, Thierry Martin, Thierry Murat, Yannick Corboz, Yohan, Witko
- Craoman, de Craoman
- Le bec dans l'eau, de Alfred
- Thierry Martin, de Thierry Martin
- Julien loïs, de Julien Loïs

- Nancy Pena, de Nancy Pena
- Tanxxx #3, de Tanxxx
- 'Yannick Corboz, de Yannick Corboz
- 'coffret de soutien réunissant les ouvrages Nancy Pena, Tanxxx#3 et Yannick Corboz, il est accompagné par 3 sérigraphies.

Collection 16 x 24
- 'Les passeurs, d'Aymeric Hainaux
- 'Oblivion, de David Bolvin
- Café panique, d'Alfred adapté du recueil de nouvelle éponyme de Roland Topor
- Coffret Café panique, bande dessinée + roman d'Alfred adapté du recueil de nouvelle éponyme de Roland Topor
- Achipels, de Bezian
- Le vide Grenier, de Mazan
- Les aveux complets, de Riff Reb's
- Le petit monde d'Edith, d'Edith
- Louise, de Marc Lizano et Marie Christine Quielle (sorti du catalogue en 2010)

- Beuville, de Georges Beuville
- Georges Beuville, une étoile dans le ciel, de Jean Michel Blanc et François San Millan Beuville

Collection le rideau d'arbres
- L'oisiveraie #1, de David Prudhomme
- L'oisiveraie #2, de David Prudhomme

## Expositions
- 20, 21, 22 novembre 2010 - exposition autour de la collection 12 x 16 lors de la manifestation singulier-pluriel à Colomiers